# 꽌호

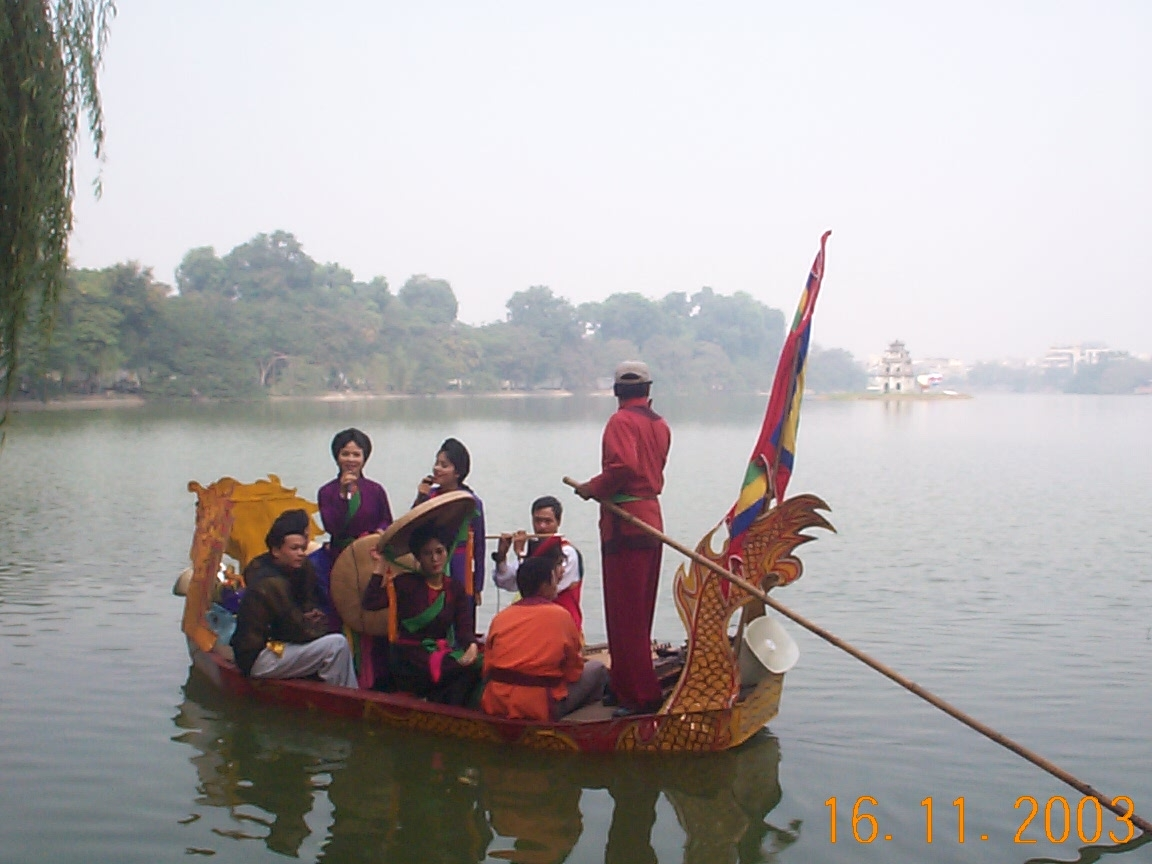
호안끼엠호에서 꽌호를 부르는 전통 가수들

꽌호(베트남어: Quan họ)는 베트남 북부 평원(오늘날의 박닌성과 박장성)을 중심으로 불리던 민요이다. 민요 양식이 특징이며, 남녀 가수들이 번갈아 음악적 도전과 응답을 풀어놓는다. 레퍼토리에 수록된 노래 대부분이 젊은 성인들이 경험하는 사랑과 감성적 주제를 다룬다는 점이 특징이다. 꽌호는 2009년 유네스코에 의해 무형문화유산으로 인정받았다.
꽌호의 형식은 오늘날의 박닌성에서 유래하여 13세기에 처음 기록되었으며, 전통적으로 뗏(베트남의 설날)을 축하하는 봄 축제와 관련되어 있다. 역사적으로 축제의 전날 저녁에 노래가 시작되었지만, 오늘날에는 주요 축제일에 노래를 부르는 것이 훨씬 더 일반적이다. 일반적으로 알려진 노래의 본문에서 나온 처음 ‘도전구’(câu ra)는 한 쌍의 여성 가수들이 부르는데, 이에 따라 한 쌍의 남성 가수들이 ‘응답구’(câu đối)를 선택하여 노래함으로써 응답하게 되는데, 이 구절은 도전구의 곡조를 반복해야 한다.
일단 완성되면 순서가 뒤바뀌고, 남자들은 각자 다른 곡조로 도전구를 쏟아낸다. 과거에는 이 노래가 동반되지 않았지만, 오늘날에는 베트남 전통 악기나, 전자키보드 같은 현대적인 악기든 가수들이 악기를 동반하는 것이 일반적이다.
수많은 꽌호의 곡조가 있으며, 수천 개의 다른 곡들이 악보 형태로 녹음되어 기록되어 있다. 마을 축제에서 처녀총각들이 노래하고 구어 응답을 허용하는 단순한 응답가의 변형인 쫑꽌(Trống quân)이다.